# 曹文斌
曹文斌（1933年—2006年），又名曹再仁，男，湖南华容人，中华人民共和国政治人物，曾任中华人民共和国商业部副部长。